# Nisaba
Nisaba, également appelée Nidaba ou Nanibgal, est une divinité sumérienne de la mythologie mésopotamienne, fille du dieu Enki et de la déesse Ninhursag. Elle était vénérée en Basse Mésopotamie (au sud de l'actuel Irak) aux IIIe millénaire av. J.-C. et IIe millénaire av. J.-C., notamment dans le royaume de Lagash ainsi qu'à Umma et Eresh.

## Place dans le panthéon

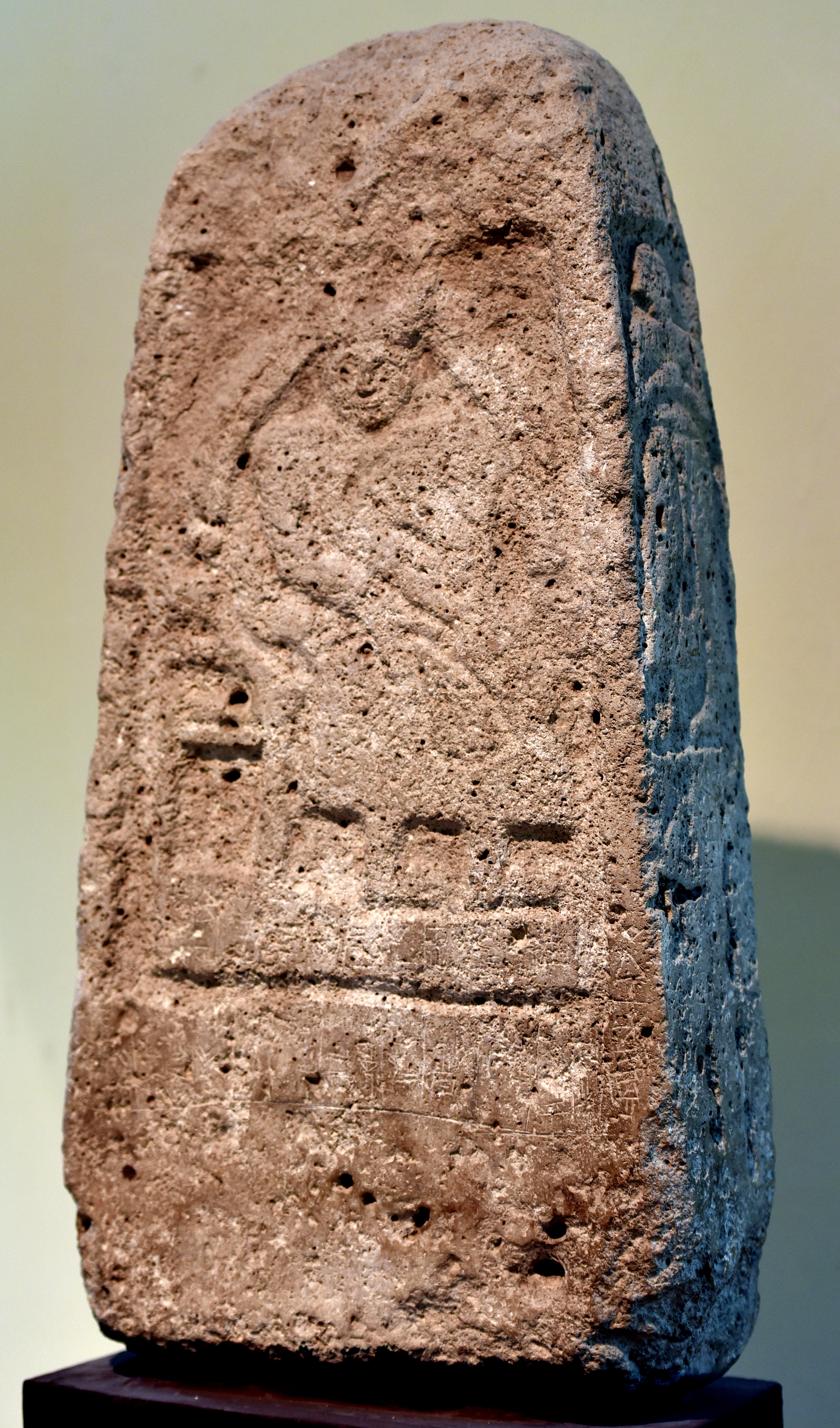
Stèle du roi Ur-Nanshe représentant la déesse Nisaba, provenant de Lagash.
Musée national d'Irak.

Plusieurs versions et interprétations existent de sa filiation et de sa place dans le panthéon sumérien. Elle est la fille d'An et Urash et la sœur de Ninsun (la mère de Gilgamesh). Cependant, les textes sumériens décrivant Urash de la même manière que Ninhursag, il peut s'agir de la même divinité. Si tel est le cas, elle est la demi-sœur de Ninurta (dieu-tutélaire du royaume de Lagash) et Nanshe.
D'autres légendes en font la mère de Ninlil et la belle-mère d'Enlil.

## Fonctions
Nisaba est la déesse de l'écriture et de l'enseignement, équivalent à Thot dans la mythologie égyptienne. Dans l'ordre du monde mésopotamien, elle s'est vu attribuer le rôle de scribe des dieux et Enki lui a construit une école pour enseigner. Elle est ainsi la principale scribe aux ordres de Nanshe.
Elle est également associée aux activités agricoles et à la fertilité en tant que déesse des récoltes.
À la période babylonienne, elle est remplacée dans ses fonctions par le dieu Nabu dont elle est selon certaines traditions l'épouse ou l'enseignante.

## Représentation
D'après la stèle trouvée à Lagash, elle est représentée avec une dense chevelure flottante, couronnée d'une corne d'abondance et un croissant de lune.